# 德伍德 (馬里蘭州)
德伍德（英語：Derwood）是位於美國馬里蘭州蒙哥馬利縣的一個普查規定居民點。

## 人口
根據2020年美國人口普查的數據，德伍德的面積為1.62平方千米，當中陸地面積為1.62平方千米，而水域面積為0.00平方千米。當地共有人口2535人，而人口密度為每平方千米1,564.81人。